# 762 v.Chr.
Het jaar 762 v.Chr. is een jaartal volgens de christelijke jaartelling.

## Gebeurtenissen

### Europa
- Volgens statistische berekeningen op basis van taalkundige veranderingen is dit het meest waarschijnlijke jaar dat Homerus de Ilias en de Odyssee schrijft.[1]

## Verwijzingen
1. ↑  nu.nl 9 maart 2013. Gearchiveerd op 1 december 2022.